# Tschaja (Lena)
Die Tschaja (russisch Ча́я) ist ein 353 Kilometer langer rechter Nebenfluss der Lena in Ostsibirien, Russland.

## Verlauf
Die Tschaja entfließt in etwa 1780 m Höhe einem Bergsee im hier gut 2200 m hohen Oberen Angaragebirge (Werchneangarsker Gebirge), dem westlichsten Teil des Stanowoihochlandes. Der Ursprung des Flusses liegt etwa 75 km Luftlinie nordöstlich der Nordspitze des Baikalsees. Die Tschaja verlässt das Hochgebirge in wechselnden nördlichen Richtungen durch ein im oberen Teil ausgeprägtes Trogtal, in dem der Fluss abschnittsweise von ganzjährigen Eisflächen bedeckt ist, die die gesamte Talsohle einnehmen (russisch naled, наледь genannt).
Er erreicht dann das in den Gipfelbereichen 1000 bis 1500 m hohe Nördliche Baikalhochland, das in einem tiefen und zumeist engen Tal unter Beibehaltung der nördlichen Richtung durchflossen wird. Die Tschaja verlässt das Territorium der Republik Burjatien und erreicht die Oblast Irkutsk. Etwa 100 Flusskilometer vor der Mündung kreuzt sie in einem engen Durchbruchstal den Alakit-Kamm, der den nördlichsten Ausläufer des Baikalgebirges darstellt und das Nördliche Baikalhochland von Nordwesten begrenzt. Die Tschaja mündet schließlich in 228 m Höhe oberhalb der kleinen Siedlung Mironowo und etwa 100 km unterhalb (nordöstlich) der Stadt Kirensk in die Lena.
Die bedeutendsten Zuflüssen der Tschaja sind die Nalimda von rechts sowie Olokit, Abtschada und Kiljakta von links.

## Hydrographie
Das Einzugsgebiet der Tschaja umfasst 11.400 km². Im Unterlauf erreicht der Fluss eine Breite von fast 250 m bei einer Tiefe von durchschnittlich nur einem Meter; die Fließgeschwindigkeit beträgt hier 1,6 m/s.
Das Frühjahrs- und Sommerhochwasser dauert von Mai bis September an.

## Infrastruktur und Nutzung
Die Tschaja ist wegen ihrer geringen Tiefe, der hohen Fließgeschwindigkeit und der Vielzahl von Stromschnellen auch im Unterlauf nicht schiffbar.
Das durchflossene Gebiet ist praktisch unbewohnt. Ortschaften am Fluss gibt es heute nicht; die kleine Siedlung Tschaja am Oberlauf war bereits in den 1970er-Jahren unbewohnt. Wegen der relativ guten Erreichbarkeit des Oberlaufes – nahe der am Nordufer des Baikalsees und an der Baikal-Amur-Magistrale (BAM) gelegenen Siedlung Nischneangarsk beginnt ein gut 70 km langer Fahrweg, der durch das Tal der Cholodnaja und über die Wasserscheide zum Oberlauf der Tschaja führt – ist der Fluss als Ziel für Wassersportler beliebt. Wegen der Vielzahl von Stromschnellen ist der Fluss für Schlauchboote in die dritthöchste, für Kanus in die zweithöchste (russische) Schwierigkeitkategorie eingeordnet. Für die Bewältigung der über 300 km langen Strecke werden 15 Tage veranschlagt.